# Eleição municipal de Santo André em 1992
A eleição municipal da cidade brasileira de Santo André em 1992 teve o seu primeiro turno no dia 3 de outubro de 1992, no qual foram eleitos um prefeito, um vice-prefeito e 21 vereadores que são responsáveis pela administração da cidade paulista no mandato a se iniciar em 1.º de janeiro de 1993 e com término em 31 de dezembro de 1996. O prefeito titular era Celso Daniel, do Partido dos Trabalhadores. Newton Brandão, candidato do Partido Trabalhista Brasileiro foi eleito em turno único, com 41,09% dos votos válidos.

## Candidatos
| N° | Prefeito     | Prefeito                                    | Prefeito | Prefeito                                                                                 | Vice-prefeito | Vice-prefeito | Vice-prefeito                           | Vice-prefeito | Vice-prefeito     | Coligação Partido(s) | Ref.        |
| N° | Candidato(a) | Candidato(a)                                | Partido  | Cargos relevantes                                                                        | Candidato(a)  | Candidato(a)  | Candidato(a)                            | Partido       | Cargos relevantes | Coligação Partido(s) | Ref.        |
| -- | ------------ | ------------------------------------------- | -------- | ---------------------------------------------------------------------------------------- | ------------- | ------------- | --------------------------------------- | ------------- | ----------------- | -------------------- | ----------- |
| 13 |              | José Cicote                                 | PT       | - Vice-prefeito de Santo André (1989-1992) - Deputado Estadual por São Paulo (1983-1988) |               |               | Élcio Riva                              | PT            |                   | Partido Isolado      | [ 2 ] [ 3 ] |
| 14 |              | Newton Brandão Newton da Costa Brandão      | PTB      | - Prefeito de Santo André (1969-1973) (1983-1988)                                        |               |               | José de Araújo José Francisco de Araújo | PMDB          |                   | PTB, PMDB            | [ 3 ]       |
| 44 |              | José Jacinto José Jacinto dos Santos Júnior | PRP      |                                                                                          |               |               | Desconhecido                            | PRP           |                   | Partido Isolado      | [ 3 ]       |
| 45 |              | Jose Nanci                                  | PSDB     |                                                                                          |               |               | Desconhecido                            | PSDB          |                   | Partido Isolado      | [ 3 ]       |

## Pesquisas
| Fonte: Se a eleição para prefeito de Santo André fosse hoje e os candidatos fossem estes, em quem você votaria? | Fonte: Se a eleição para prefeito de Santo André fosse hoje e os candidatos fossem estes, em quem você votaria? | Fonte: Se a eleição para prefeito de Santo André fosse hoje e os candidatos fossem estes, em quem você votaria? | Fonte: Se a eleição para prefeito de Santo André fosse hoje e os candidatos fossem estes, em quem você votaria? | Fonte: Se a eleição para prefeito de Santo André fosse hoje e os candidatos fossem estes, em quem você votaria? | Fonte: Se a eleição para prefeito de Santo André fosse hoje e os candidatos fossem estes, em quem você votaria? | Fonte: Se a eleição para prefeito de Santo André fosse hoje e os candidatos fossem estes, em quem você votaria? | Fonte: Se a eleição para prefeito de Santo André fosse hoje e os candidatos fossem estes, em quem você votaria? |
| Instituto Datafolha                                                                                             | 4 de junho de 1992                                                                                              | 1,2, 8 e 11 de agosto de 1992                                                                                   | 27 de agosto de 1992                                                                                            | 10 de setembro de 1992                                                                                          | 24 de setembro de 1992                                                                                          | 1 de outubro de 1992                                                                                            | Votos Totais |
| --- | --- | --- | --- | --- | --- | --- | --- |
| Newton Brandão (PTB)                                                                                            | 55% | 49% | 52% | 45% | 49% | 51% | 41,09% |
| José Cicote (PT)                                                                                                | 14% | 20% | 22% | 23% | 21% | 26% | 26,73% |
| José Nanci (PSDB)                                                                                               | 2% | 2% | 2% | 4% | 4% | 3% | 4,99% |
| Jacinto dos Santos (PRP)                                                                                        | 1% | 0% | 1% | 1% | 1% | 1% | 1,09% |
| Em branco/nulo/nenhum                                                                                           | 17% | 21% | 15% | 14% | 15% | 14% | 26,1% |
| Não sabe | 11% | 7% | 8% | 12% | 10% | 6% | |

## Resultado
| Candidato                | Vice                     | 1.º turno 3 de outubro de 1992 | 1.º turno 3 de outubro de 1992 |
| Candidato                | Vice                     | Votação                        | Votação                        |
| Candidato                | Vice                     | Total                          | %                              |
| ------------------------ | ------------------------ | ------------------------------ | ------------------------------ |
| Newton Brandão (PTB)     | José de Araújo (PMDB)    | 156.499                        | 41,09%                         |
| José Cicote (PT)         | Élcio Riva (PT)          | 101.798                        | 26,73%                         |
| Jose Nanci (PSDB)        | Desconhecido (PSDB)      | 19.023                         | 4,99%                          |
| José Jacinto (PRP)       | Desconhecido (PRP)       | 4.156                          | 1,09%                          |
| → Total de votos válidos | → Total de votos válidos | 281.476                        | 67,27%                         |
| → Votos em branco        | → Votos em branco        | 39.735                         | 10,43%                         |
| → Votos nulos            | → Votos nulos            | 59.646                         | 15,66%                         |
| Total                    | Total                    | 380.857                        | 91,03%                         |
| Abstenções               | Abstenções               | 37.551                         | 8,97%                          |
| Total de inscritos       | Total de inscritos       | 418.408                        | 100%                           |

## Câmara de Vereadores
Para o quadriênio 1993-1996, foram eleitos 21 vereadores.
| Vereadores eleitos em Santo André - 1992 | Vereadores eleitos em Santo André - 1992 | Vereadores eleitos em Santo André - 1992 | Vereadores eleitos em Santo André - 1992 |
| Candidato (a)                            | Partido                                  | Votação                                  | Votação                                  |
| Candidato (a)                            | Partido                                  | Votos                                    | %                                        |
| ---------------------------------------- | ---------------------------------------- | ---------------------------------------- | ---------------------------------------- |
| Franco Masiero                           | PTB                                      | 3.698                                    | 0,97%                                    |
| Dinah Zekcer                             | PTB                                      | 3.395                                    | 0,89%                                    |
| Astrogildo                               | PT                                       | 3.110                                    | 0,82%                                    |
| Maria da Trindade                        | PL                                       | 2.878                                    | 0,76%                                    |
| Luiz Mansur                              | PTB                                      | 2.673                                    | 0,70%                                    |
| Luiz Zacarias                            | PTB                                      | 2.563                                    | 0,67%                                    |
| João Avamileno                           | PT                                       | 2.545                                    | 0,67%                                    |
| Carlos Roberto Ferreira                  | PTB                                      | 2.436                                    | 0,64%                                    |
| Joaquim Henrique dos Santos              | PTB                                      | 2.374                                    | 0,62%                                    |
| Antônio Hochereb                         | PTB                                      | 2.064                                    | 0,54%                                    |
| João Rodrigues Nunes                     | PT                                       | 2.047                                    | 0,54%                                    |
| Heleni Paiva                             | PT                                       | 1.980                                    | 0,52%                                    |
| Mancio Aparecido                         | PMDB                                     | 1.886                                    | 0,50%                                    |
| Joaquim da Silva Boaventura              | PMDB                                     | 1.772                                    | 0,47%                                    |
| Montorinho                               | PT                                       | 1.717                                    | 0,45%                                    |
| Vanderlei Siraque                        | PT                                       | 1.697                                    | 0,45%                                    |
| Sérgio Monteiro de Carvalho              | PMDB                                     | 1.689                                    | 0,44%                                    |
| Ivo Martim de Oliveira                   | PT                                       | 1.677                                    | 0,44%                                    |
| Osvaldo Vieira                           | PMDB                                     | 1.609                                    | 0,42%                                    |
| Marly Maria                              | PSDB                                     | 1.502                                    | 0,39%                                    |
| Israel Nunes de Santana                  | PFL                                      | 1.046                                    | 0,27%                                    |
| → Total de votos apurados                | → Total de votos apurados                | 46.358                                   | 12,17%                                   |
| Eleitores                                |                                          |                                          |                                          |
| Comparecimento                           | Comparecimento                           | 380.857                                  | 91,03%                                   |
| → Votos em branco                        | → Votos em branco                        | 39.111                                   | 10,27%                                   |
| → Votos nulos                            | → Votos nulos                            | 58.952                                   | 15,48%                                   |
| Abstenções                               | Abstenções                               | 37.551                                   | 8,97%                                    |
| Total de eleitores                       | Total de eleitores                       | 418.408                                  | 100%                                     |

| Legenda | Legenda      |
| ------- | ------------ |
|         | Reeleito (a) |